# Grb Občine Zreče
Grb Občine Zreče je upodobljen na ščitu, ki ima zlato rumeno grbovno polje in je obrobljen z zelenim robom. V sredini ščita je upodobljeno srce v zeleni barvi, v spodnjem delu srca pa sta dve zlato rumeni valovnici.